# Гамагори
Гамаго́ри (яп. 蒲郡市 Гамаго:ри-си) — город в Японии, расположен в центральной части префектуры Айти на берегу тихоокеанской бухты Микава. Основан 1 апреля 1954 года путём слияния посёлков Гамагори, Санъя и села Сиоцу уезда Хои. Площадь города составляет 56,81 км², население — 80 693 человека (1 июня 2014), плотность населения — 1420,40 чел./км².

## География
Город укрыт полуостровом Тита и полуостровом Ацуми, климат мягкий, а часть города находится в пределах Национального парка Микава-ван.

## Экономика
Гамагори является региональным коммерческим центром и рыбным портом. Город является центром текстильной промышленности, а также специализируется на производстве рыболовецких сетей. Гамагори известен своим производством тепличных апельсинов.

## Достопримечательности
В пределах города есть несколько курортов с горячими источниками, расположенных рядом с пляжами.
В городе имеется Музей раковин, собранных с городского пляжа и со всего мира. Часть раковин использована для изготовления фантастических фигур — драконов, русалок, букетов цветов. Раковинами покрыты стены и полы. Часть города отнесена к Национальному парку залива Микава. Залив известен многочисленными живописными шельфовыми островами, благодаря чему в городе развиваются морские виды спорта.

## Образование
В Гамагори имеется частный Технологический университет Аити. Открыт в 1987 году как технологический колледж, в состав которого входили факультет электронной техники и факультет автомобильного машиностроения. В 2000 году ему был присвоен статус Технологического университета. В 2007 году он был реорганизован как Технологический университет автомобилестроения и включал факультет инженерных систем машиностроения, отдел инженерных систем робототехники, отдел информационных средств. В университете проводятся исследования в Лаборатории передовых транспортных систем и Лаборатории космических систем. В 2008 году в университете была открыта аспирантура. В Гамагори имеется 13 начальных школ, 7 средних школ и 3 колледжа.

## Транспорт

### Железные дороги
Станция Гамагори — это железнодорожная станция, управляемая Центрально — Японской железнодорожной компанией (JR Central) и Нагойской железной дорогой (Мэйтецу).
Центральная линия: JR Central — Tōkaidō.
Станции: Микава-Ōцука • Микава-Мия • Гамагори • Микава-Сиоцу.
Линия Meitetsu Gamagōri:
Станции: Нисиура • Катахара • Микава-Касима • Гамагори-Кютэй-Маэ • Гамагори
- На линии Мэйтэцу поезда имеют ограничение скорости 130 км/час.

### Автомобильные дороги
- Национальный маршрут 23
- Национальный маршрут 247
- Национальный маршрут 248
- Национальный маршрут 473

## Города (порты) побратимы
- Гисборн, Новая Зеландия, (с 27 июля 1996 года)[3]
- Урасое — Япония, Окинава, (с 4 ноября 1981 года)